# Hwanghae-namdo
Hwanghae-namdo (Koreaans: 황해 남도) is een provincie in Noord-Korea.
Hwanghae-namdo telt ruim 2,3 miljoen inwoners (2008). De oppervlakte bedraagt 8728 km², de bevolkingsdichtheid is 270 inwoners per km².

## Geografie
De provincie is een deel van Hwanghae, een van de acht provincies uit de Joseonperiode. De provincie grenst in het westen aan de Gele Zee, in het noorden en oosten aan de provincie Hwanghae-pukto. In het noorden van de provincie liggen enkele administratieve enclaves van de stad Namp'o. De grens met Zuid-Korea wordt gevormd door de benedenloop van de rivier Han Gang. De provincie ontleent zijn naam aan de grootste steden van Hwanghae, Haeju en Hwangju. De naam die in het Koreaans "Gele Zee" betekent, refereert aan die zee in het westen.
Langs de kust liggen veel kleine eilanden, veel ervan zijn onbewoond. Een aantal grotere eilanden, zoals Baengnyeong-do, worden bestuurd door Zuid-Korea. De betwiste maritieme grens door de Gele Zee tussen het noorden en het zuiden, is een frequente oorzaak van spanningen tussen de twee landen. De grootste eilanden die onbetwist bij Noord-Korea horen, zijn Kirin-do, Changrin-do en Sunwi-do.
De provincie, die niet erg bergachtig is en geschikt voor landbouw, wordt vaak de voedselmand van Noord-Korea genoemd. Veel grond wordt voor landbouw gebruikt, en de provincie werd dus niet zodanig als de andere landsdelen getroffen tijdens de Noord-Koreaanse hongersnood (1994-1999). Verbouwd worden groenten en fruit, granen en rijst. 
De provinciehoofdstad Haeju is ook de grootste haven in zuidelijk Noord-Korea na Wonsan. In de provincie bevinden zich ook oude grafheuvels, de boeddhistische tempel Kangsosa, oude pagodes, en een ijskelder uit de Goryeoperiode. Ook liggen er dolmen uit de ijzertijd  en graven uit de Koguryo-tijd, zoals een grafkamer in Anak.

## Bestuurlijke indeling
De provincie Hwanghae-namdo is verdeeld in 1 stad en 19 districten.

### Stad
- Haeju-si (해주시; 海州市)

### Districten
- Anak-gun (안악군; 安岳郡)
- Paekch'ŏn-gun (백천군; 白川郡)
- Pongch'ŏng-gun (봉천군; 峰泉郡)
- Pyŏksŏng-gun (벽성군; 碧城郡)
- Chaeryŏng-gun (재령군; 載寧郡)
- Changyŏn-gun (장연군; 長淵郡)
- Ch'ŏngdan-gun (청단군; 靑丹郡)
- Kangryŏng-gun (강령군; 康翎郡)
- Kwail-gun (과일군; 瓜飴郡)
- Ongjin-gun (옹진군; 甕津郡)
- Samch'ŏn-gun (삼천군; 三泉郡)
- Sinch'ŏn-gun (신천군; 信川郡)
- Sinwŏn-gun (신원군; 新院郡)
- Songhwa-gun (송화군; 松禾郡)
- T'aet'an-gun (태탄군; 苔灘郡)
- Ŭnryul-gun (은률군; 殷栗郡)
- Ŭnch'ŏn-gun (은천군; 銀泉郡)
- Yŏnan-gun (연안군; 延安郡)
- Ryongyŏn-gun (룡연군; 龍淵郡)